# Vlag van de Comoren

Vlag van de Comoren (ratio 3:5)

De vlag van de Comoren bestaat uit vier even hoge horizontale banen in de kleuren (vanaf boven) geel, wit, rood en blauw met aan de linkerkant een groene driehoek waarin een witte halve maan en vier witte sterren staan.

## Symboliek
Zowel de sterren als de strepen van de vlag staan voor de vier eilanden van de archipel: het geel verwijst naar de achtergrond van een vlag van  Mohéli, het wit verwijst naar de achtergrond van een vlag van Mayotte, het rood verwijst naar de achtergrond van een vlag van Anjouan en het blauw verwijst naar de achtergrond van een vlag Grande Comore. Daarbij moet opgemerkt worden dat Mayotte een overzees gebiedsdeel van Frankrijk is en dus niet tot de republiek Comoren behoort, hoewel de Comoren wel een claim op het eiland hebben.
De halve maan evenals de groene driehoek staan voor de islam, de dominante godsdienst op de eilanden.

### Vlaggen van eilanden van de republiek Comoren

De vlag van Anjouan
De vlag van Grande Comore
De vlag van Mohéli

### Vlag van Mayotte van Frankrijk

De vlag van Mayotte

## Geschiedenis
De eerste Comorese vlag bestond uit een groen veld met daarop vier witte sterren op een rij van linksonder naar rechtsboven; in de linkerbovenhoek stond een witte halve maan. Deze vlag werd in gebruik genomen in 1963, toen de Comoren nog tot Frankrijk behoorden. In 1975 werd de onafhankelijkheid van de Comoren uitgeroepen, doch het volgende jaar koos de bevolking van Mayotte in grote meerderheid voor de terugkeer tot Frankrijk. Ondertussen, op 3 augustus 1975, had er in het land een linkse staatsgreep plaatsgevonden. De nieuwe machthebbers namen in november van hetzelfde jaar een nieuwe vlag aan. Deze bestond uit twee banen, de bovenste rood en de onderste groen, waarbij de bovenste tweemaal zo hoog was als de onderste en een witte halve maan en vier witte sterren in de bovenhoek had.
In 1978 werd er, weer als het gevolg van een staatsgreep, weer een nieuwe vlag aangenomen. Deze keer was de achtergrond weer geheel groen; in het midden stond een diagonale halve maan met vier witte sterren tussen de beide uiteinden. Deze vlag hield het langer uit dan zijn voorgangers, maar werd in 1992 toch vervangen. Ook de vlag die in 1992 in gebruik werd genomen, toonde een witte halve maan en vier witte sterren op een groene achtergrond, maar nu met de beide punten van de halve maan omhoog.
In 1996 werd, weer na politiek geweld, de vijfde vlag aangenomen. Ook deze toonde een witte halve maan (nu met de opening aan de voorzijde naar links) en vier witte sterren. Zowel in de linkerbovenhoek als in de rechteronderhoek staat in wit Arabisch schrift een opschrift: linksboven "Allah" (اللّه) en rechtsonder "Mohammed" (مهمّد). Onder meer vanwege dit opschrift werd de vlag aan diens rechterkant (van voren gezien) aan de vlaggenmast gehesen (Arabisch schrift is van rechts naar links).
Op 23 december 2001 is op de Comoren een nieuwe grondwet aangenomen. Hierin stond dat de eilandengroep een nieuwe vlag zou krijgen. Deze vlag is op 31 december van dat jaar dan ook daadwerkelijk gehesen en is sindsdien in gebruik. Het is de zesde vlag in de geschiedenis van de Comoren.

? Vlag van de Staat van de Comoren (1963–1978) van voor de onafhankelijkheid, juli 1975 - januari 1976
? Vlag van de Staat van de Comoren (1963–1978), januari 1976 – 30 september 1978
? Vlag van de Comoren, 1 oktober 1978 - 6 juni 1992
? Vlag van de Comoren, 7 juni 1992 - 5 oktober 1996
? ? Voorzijde van de vlag van de Comoren, 6 oktober 1996- 6 januari 2002
?? Achterzijde van de vlag van de Comoren, 1996-2002